# Serra do Ororubá
A Serra do Ororubá ou Serra do Urubá localiza-se no município de Pesqueira, no estado de Pernambuco. É uma terra tradicionalmente habitada pela etnia Xucuru.